# Seyyid Vehbi
Hüseyin Seyyid Vehbî (1674 – Istanbul, 1736) è stato un poeta ottomano.

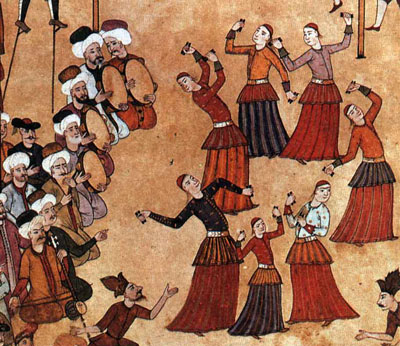
Illustrazione dal Surname-i Vehbi. Musicisti e giovani danzatori. Altre miniature mostrano che la scena era circondata da un grande campo di tende

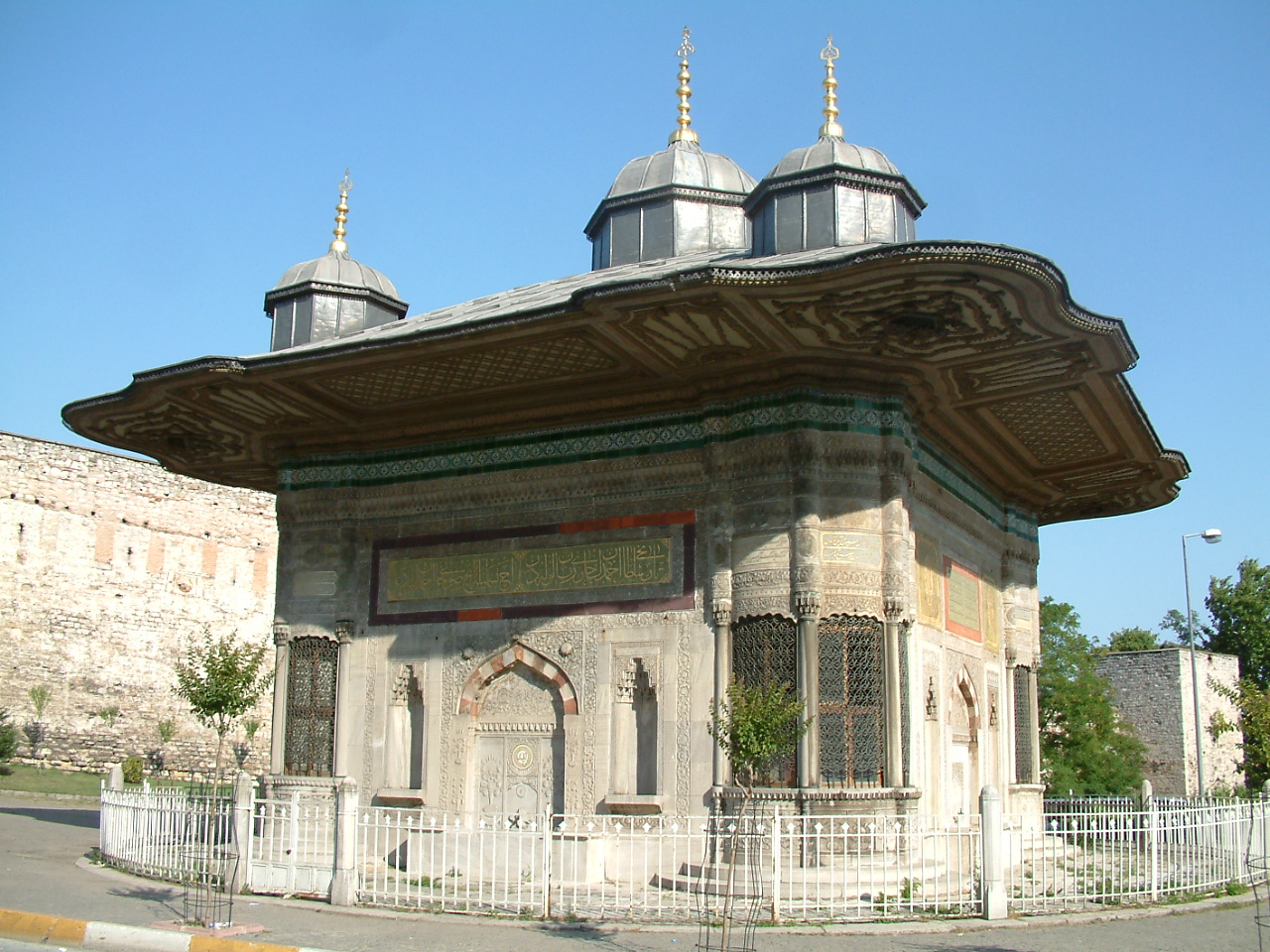
Ahmet Cesmesi (fontana di Ahmet III) all'ingresso principale del Palazzo di Topkapı

La sua opera principale è il Surnâme-i Vehbî, un libro del 1720, il quale descrive le feste lunghe 15 giorni per la circoncisione dei figli del Sultano Ahmed III. Inoltre, Seyyid Vehbî vinse la gara per i versi incisi sulla fontana di Ahmed III di fronte al Palazzo di Topkapı. Sulla porta di Yedikule delle mura di terra c'è anche una sua iscrizione, che Ahmed III aveva commissionato nel corso della riparazione delle mura dopo un terremoto.